# John Lubbock
John Lubbock (30. dubna 1834 – 28. května 1913) byl anglický bankéř, politik, archeolog a biolog. V letech 1870 a 1874 byl zvolen do britského parlamentu za Liberální stranu. Po splynutí liberálů se stranou Irish Home Rule (česky „irské domácí právo“) v roce 1886 přestoupil ke straně Liberal Unionist Party. V průběhu svého života byl zakládajícím členem a prezidentem několika organizací. V archeologii se proslavil vydáním učebnice Prehistoric Times, as Illustrated by Ancient Remains, and the Manners and Customs of Modern Savages, kde poprvé užil slov „paleolit“ a „neolit“. Jako biolog se zabýval etologií komunikace blanokřídlých. Jako první vyslovil myšlenku prvotního ateismu – neexistence náboženství v původních společnostech. Následuje fetišismus, totemismus, šamanismus a pohanství. Slabinou tohoto tvrzení byla jeho spekulativnost a chabá podloženost.
Jako fiktivního průvodce světem mezolitu si ho ve své knize Konec doby ledové zvolil archeolog Steven Mithen.
I když mají divoši nějaké myšlenky, jsou vždycky nesmyslné. Dělají všechno pro to, aby nemuseli myslet.